# パルマ・イル・ヴェッキオ
パルマ・イル・ヴェッキオ（伊: Palma il Vecchio, 1480年 - 1528年7月）は、ルネサンス期のイタリアのヴェネツィア派の画家である。本名はヤコポ・パルマ（Jacopo Palma）またはヤコポ・ネグレッティ（Jacopo Negretti）、ヤコポ・ニグレッティ（Jacopo Nigretti）。パルマ・イル・ヴェッキオ（老パルマ）と呼ばれるのは、同名の甥の息子パルマ・イル・ジョーヴァネ（若いパルマ）と区別するためである。

## 生涯
パルマはベルガモ近郊のセリーナに生まれた。パルマの名前が最初に史料に現れるのは1510年のヴェネツィアだが、おそらくその少し前にはすでにヴェネツィアにいたと考えられている。パルマは1511年にアンドレア・プレヴィターリに弟子入りした。パルマの初期の作品は、プレヴィターリの師匠でありそれまでヴェネツィア派の第一人者であったジョヴァンニ・ベッリーニの影響が見て取れるが、パルマはジョルジョーネとティツィアーノ・ヴェチェッリオが開拓した新しい様式と主題に従うようになった。評判によればパルマはロレンツォ・ロットの仲間かつ競争相手となり、またティツィアーノの弟子に近い存在であった。やがてベリーニとジョルジョーネが死去し、セバスティアーノ・デル・ピオンボ、ロレンツォ・ロット、プレヴィターリがヴェネツィアから去ると、パルマはティツィアーノに次ぐヴェネツィア派を代表する画家となり、48歳で早くに世を去るまで多くの需要があった。また一方でボニファーツィオ・ヴェロネーゼの師匠であり、ジョヴァンニ・カリアーニに影響を与えた。
近年の研究によって、ジョルジョーネとティツィアーノから多くの帰属が削除されてパルマ・イル・ヴェッキオに帰属されており、彼の作品数はここ数十年でいくらか増加している。絵具と色彩の扱いにおけるパルマ・イル・ヴェッキオの「純粋な絵画的能力」は非常に優れている。

## 作品

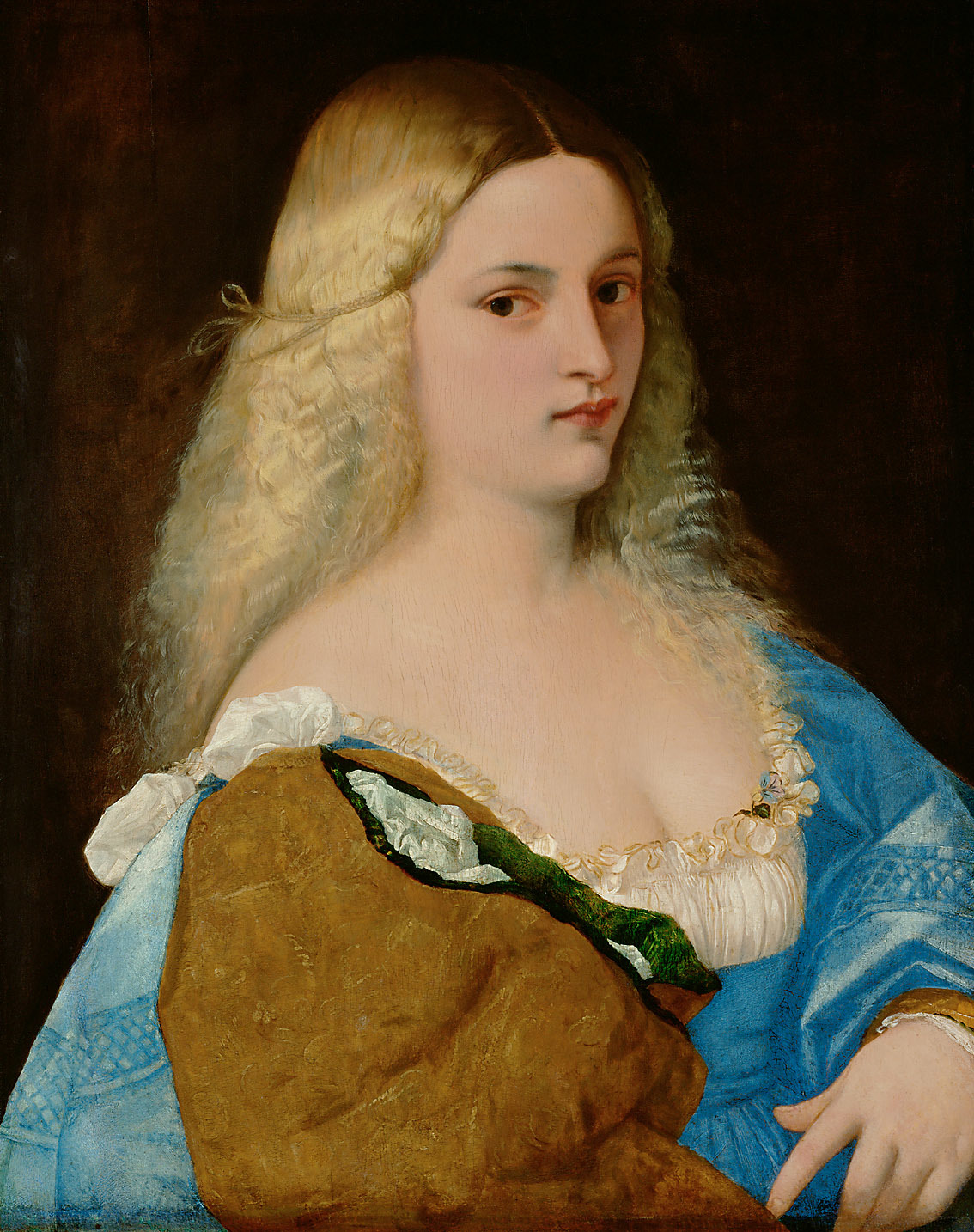
パルマの娘を描いたとされるティツィアーノの1520年頃の作品『ヴィオランテ』。以前はパルマの作品と考えられていた。ウィーン、美術史美術館所蔵。

パルマの絵画作品は色彩の豊かさに優れているものの、創意工夫や力強いデッサンに関してはあまり考慮されていない。彼は新しい牧歌的な神話画と半身像を描いたが、それらは多くの場合、ジョルジョーネとティツィアーノによって確立された理想化された美女であり、その当時からヴェネツィアの有名な遊女の肖像画であると魅力的に推測されていた。彼はまた宗教的な作品を牧歌的な田園風景の中に描くのを得意とし、特に聖会話（聖人とおそらく寄進者のグループをともなう聖母子像）を横長のフォーマットで発展させた。神話画や世俗的な作品群では、たとえばフィッツウィリアム美術館の『風景の中のヴィーナスとキューピッド』（Venere e Cupido in un paesaggio）や美術史美術館の『水浴するニンフたち』（Ninfe al bagno）のように、主題が正確には不明であることが多く、描かれた人物と人物の間で何かドラマが起きているように見える。これらの絵画は裕福なヴェネツィア貴族から大いに注目を集めた。またヴェネツィア内および本土のヴェネツィア領周辺の教会のために伝統的な祭壇画を描いた。ベルガモのジェローザ、サンタ・クローチェ教会旧蔵の『聖ヘレナとコンスタンティヌス、聖ロクス、聖セバスティアヌス』（Saints Helen and Constantine, Saints Roch and Sebastian）を制作する1525年頃までヴェネツィアで主祭壇画を依頼されていないが、特にサンタ・マリア・フォルモーサ教会の『聖バルバラの多翼祭壇画』（Polittico di Santa Barbara）や、サンテレナ・イン・イゾーラ聖堂の主祭壇画、未完に終わったサン・マルコ同信会委託の『悪霊からヴェネツィアを守る聖マルコ、聖ゲオルギウス、聖ニコラ』（I santi Marco, Giorgio e Nicola liberano Venezia dai demoni）はジョルジョ・ヴァザーリから称賛されている。

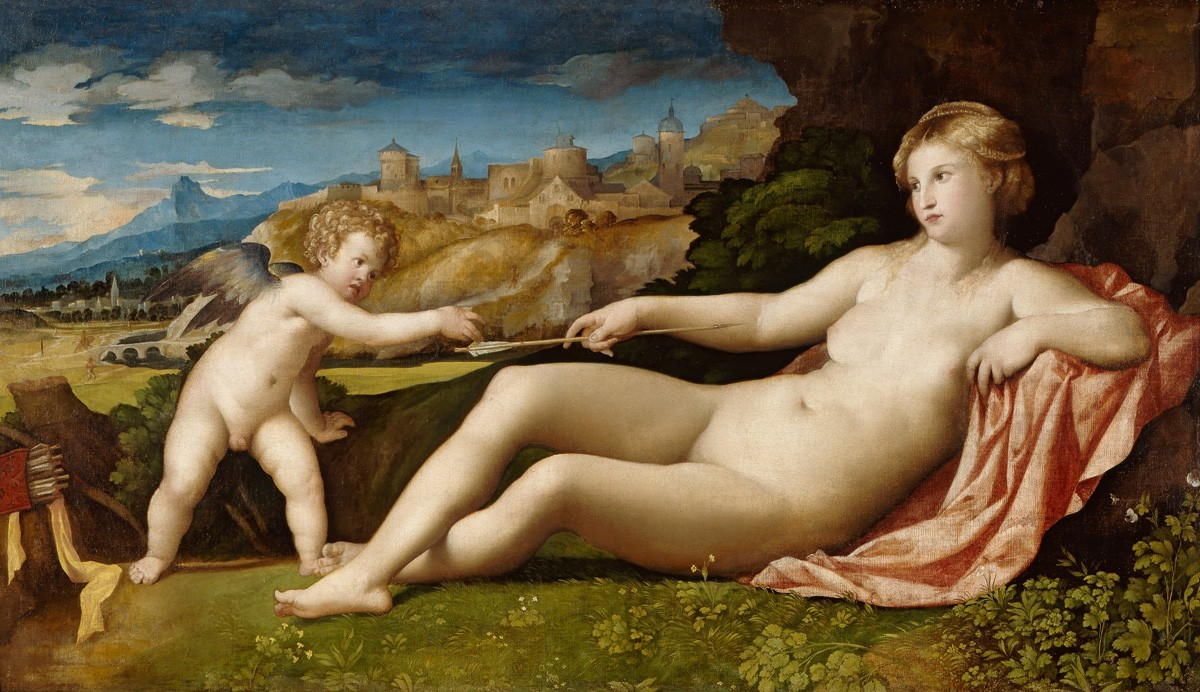
『風景の中のヴィーナスとキューピッド』。1523年頃-1524年頃。フィッツウィリアム美術館所蔵。

彼はイタリアの他の地域の影響をすばやく吸収し、ときにはミケランジェロのポーズをコピーし、1515年頃から1520年代にかけて中央イタリアから影響を受けた。1520年代のパルマの成熟した作品は「盛期ルネサンス様式であり、コントラポストの習得、明るい色調のパレットの充実、保守的な構成における人間の理想的体型の威厳ある多様なレパートリーの開発を特徴としている。これらの資質は劇的なキアロスクーロ、空間的な試み、表現主義、革新的な構成を除いて、彼の作品を支配した」。批判的な意見では、突然の死の直前から彼の芸術が発展し続けていたか、あるいはエネルギーと方向性を失っていたかで大きく割れている。シドニー・ジョセフ・フリードバーグはパルマのキャリアがティツィアーノとマニエリスムを含む他の北イタリアと中央イタリアのトレンドの影響の間で揺れ動いていると見ている。彼の工房についてはほとんど知られていないが、ジョヴァンニ・カリアーニと同じように、ボニファーツィオ・ヴェロネーゼの師であったと考えられている。
パルマの作品には娘と言われるヴィオランテを描いたものが多い。ティツィアーノは彼女に夢中だったと言われている。パルマの代表作として有名なものに『聖バルバラの多翼祭壇画』がある。これは6枚の絵画からなり、中央に死せるキリスト、その下に聖バルバラを置き、右から順に聖ドミニコ、聖セバスティアヌス、洗礼者ヨハネ、聖アントニウスが描かれている。ドレスデン美術館アルテ・マイスター絵画館に所蔵されている、戸外に座る3姉妹を描いた絵画は『三美神』という名前で知られている。1900年にヴェネツィアで発見された肖像画はヴォオランテを描いたものだと思われる。他には
- 『最後の晩餐』（ヴェネツィア、サンタ・マリア・マーテル・ドミニ教会（英語版））
- 『玉座の聖母と聖人たち』（ヴィチェンツァ、サント・ステファノ教会（イタリア語版））
- 『エピファニー』（ミラノ、ブレラ美術館）
- 『羊飼いの礼拝と寄進者』（パリ、ルーヴル美術館）
- 『聖カタリナ、聖ヨハネ、寄進者と聖家族』（ベオグラード、Beli Dvor）
- 『聖ステファノ他の聖者たち、キリスト、ナインの寡婦』（ヴェネツィア、アカデミア美術館）
- 『聖母被昇天』（ヴェネツィア、アカデミア美術館）
- 『エマオのキリスト』（フィレンツェ、ピッティ宮殿）

といった作品がある。
最近、ティツィアーノがジョルジョーネの『眠るヴィーナス』と同じように、おそらくパルマの死後に彼の『聖会話』を完成させたことが判明した。彼は2つの人物像を上塗りし、背景を変更した。この絵画は現在、ヴェネツィアのアカデミア美術館に所蔵されている。

## ギャラリー

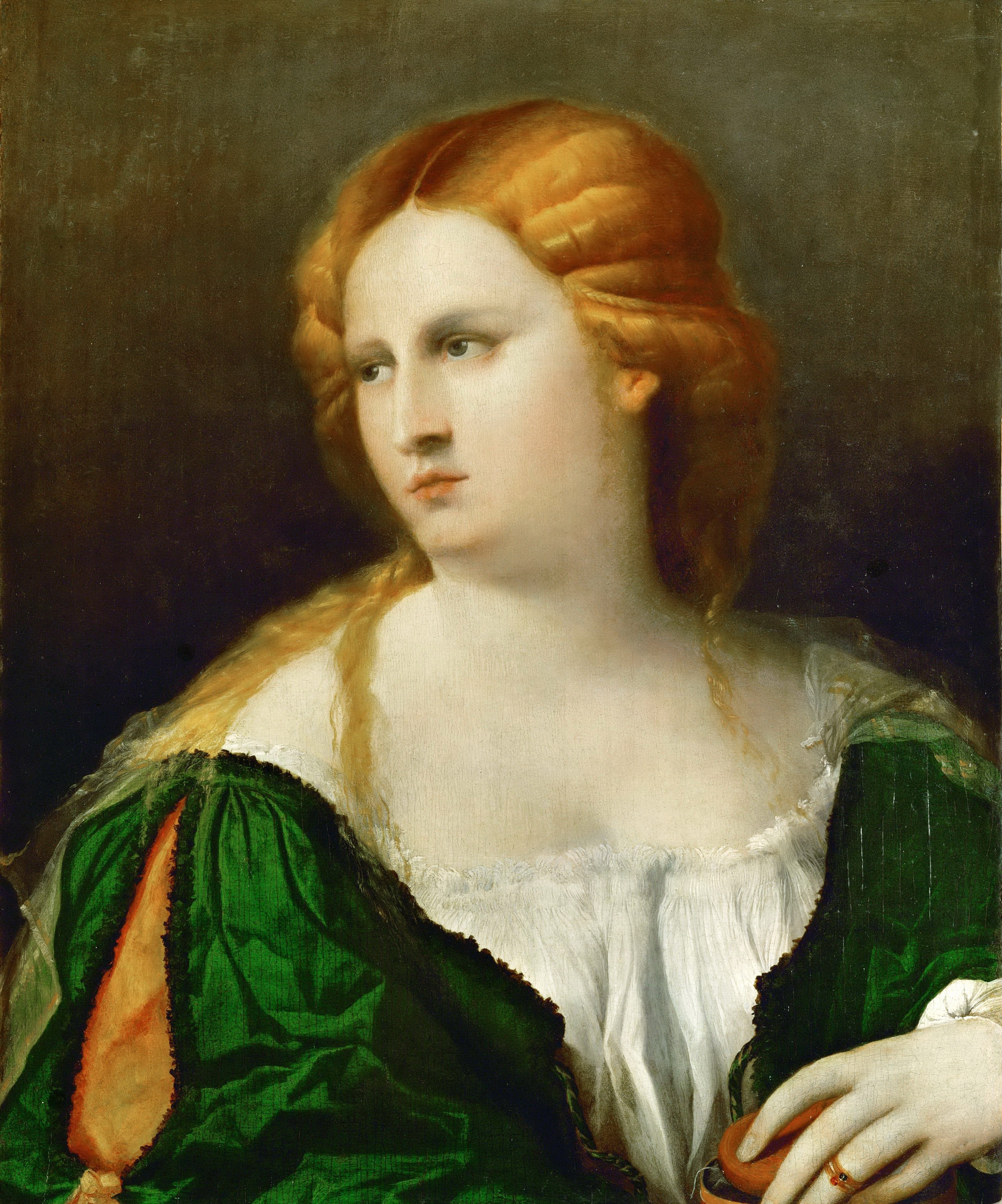
『緑のドレスの女性』1512年から1514年頃 美術史美術館所蔵
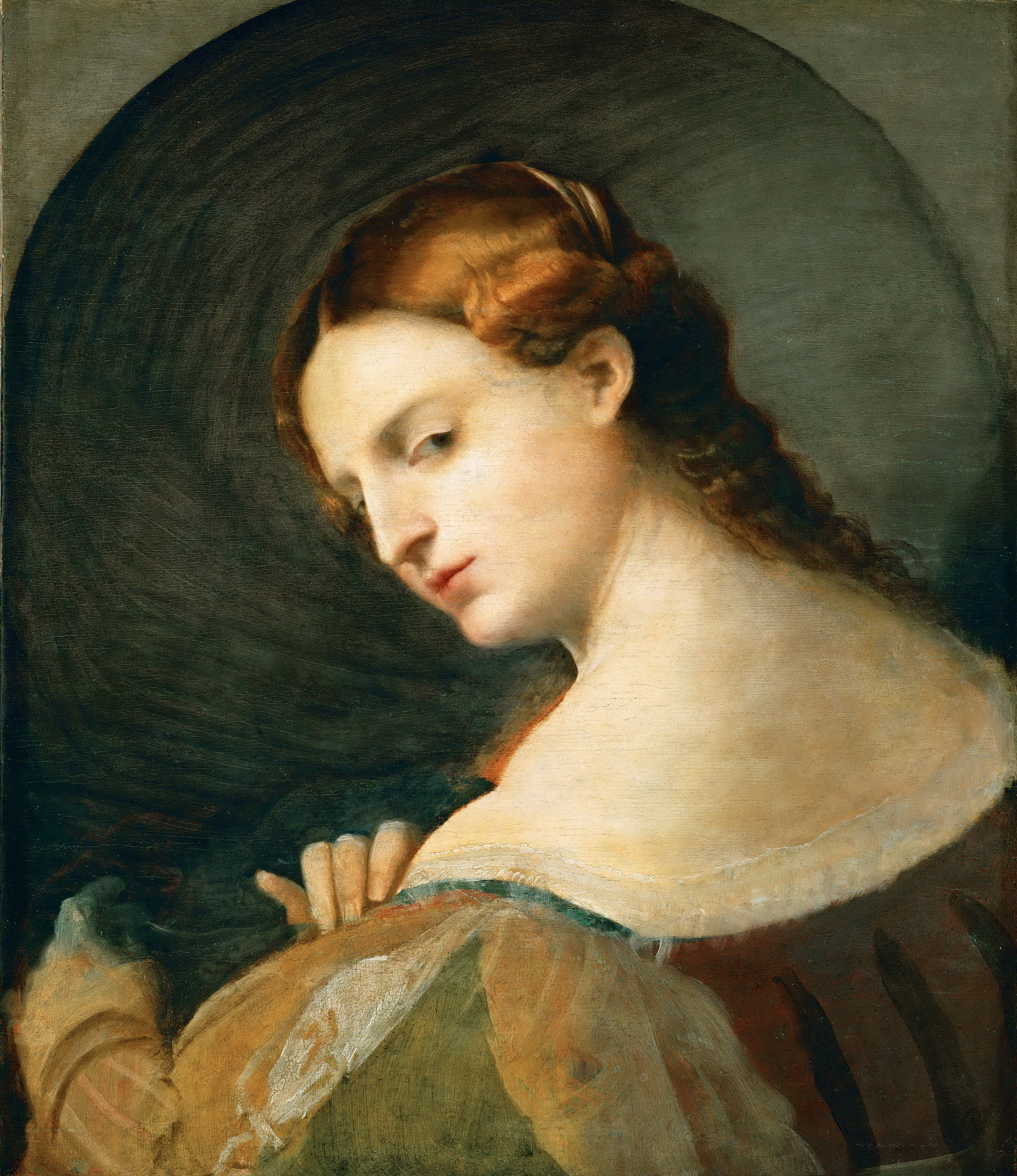
『横から見た若い女性』1512年-1514年頃 美術史美術館所蔵
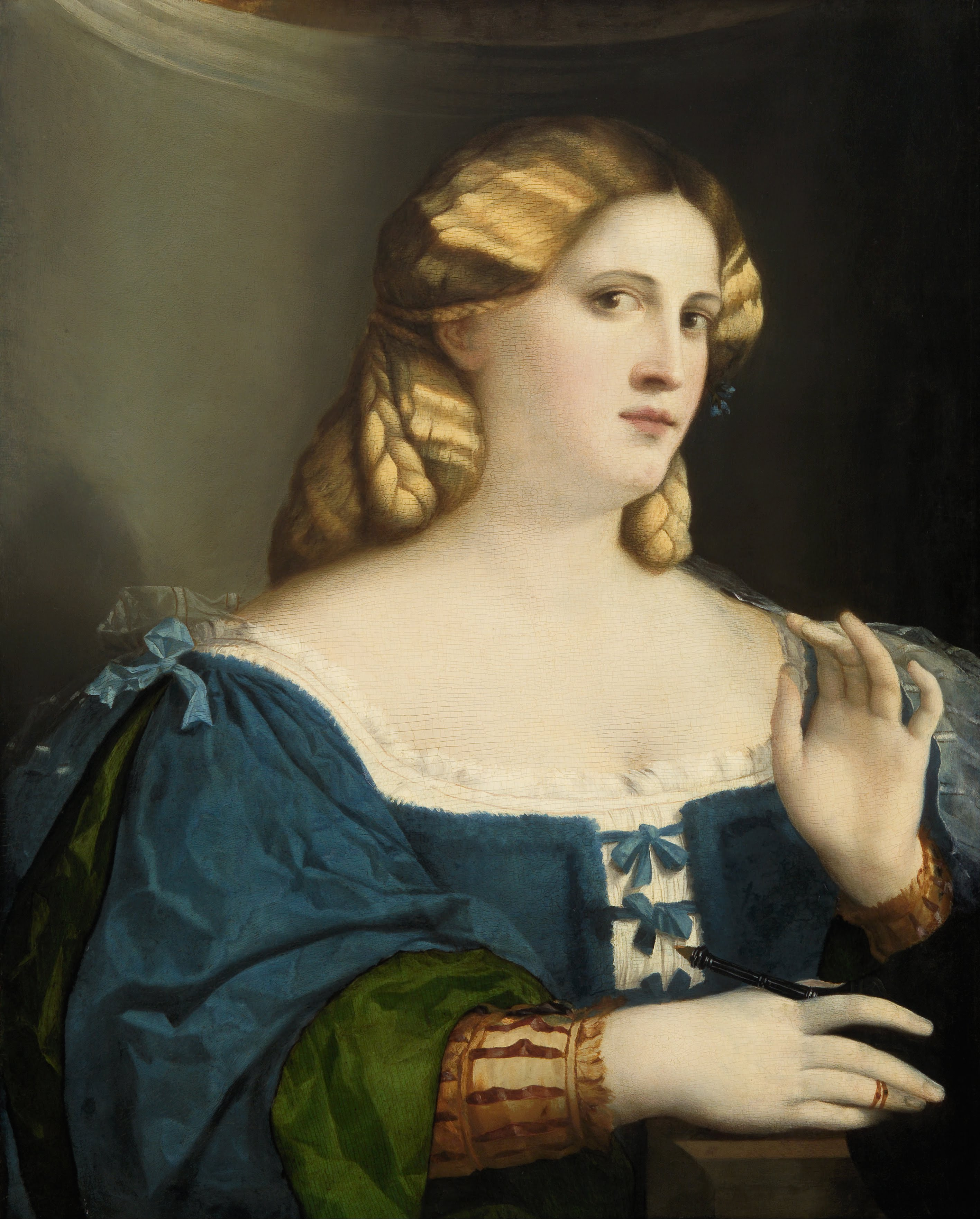
『扇を持った青いドレスの女性』1512年から1514年頃 美術史美術館所蔵
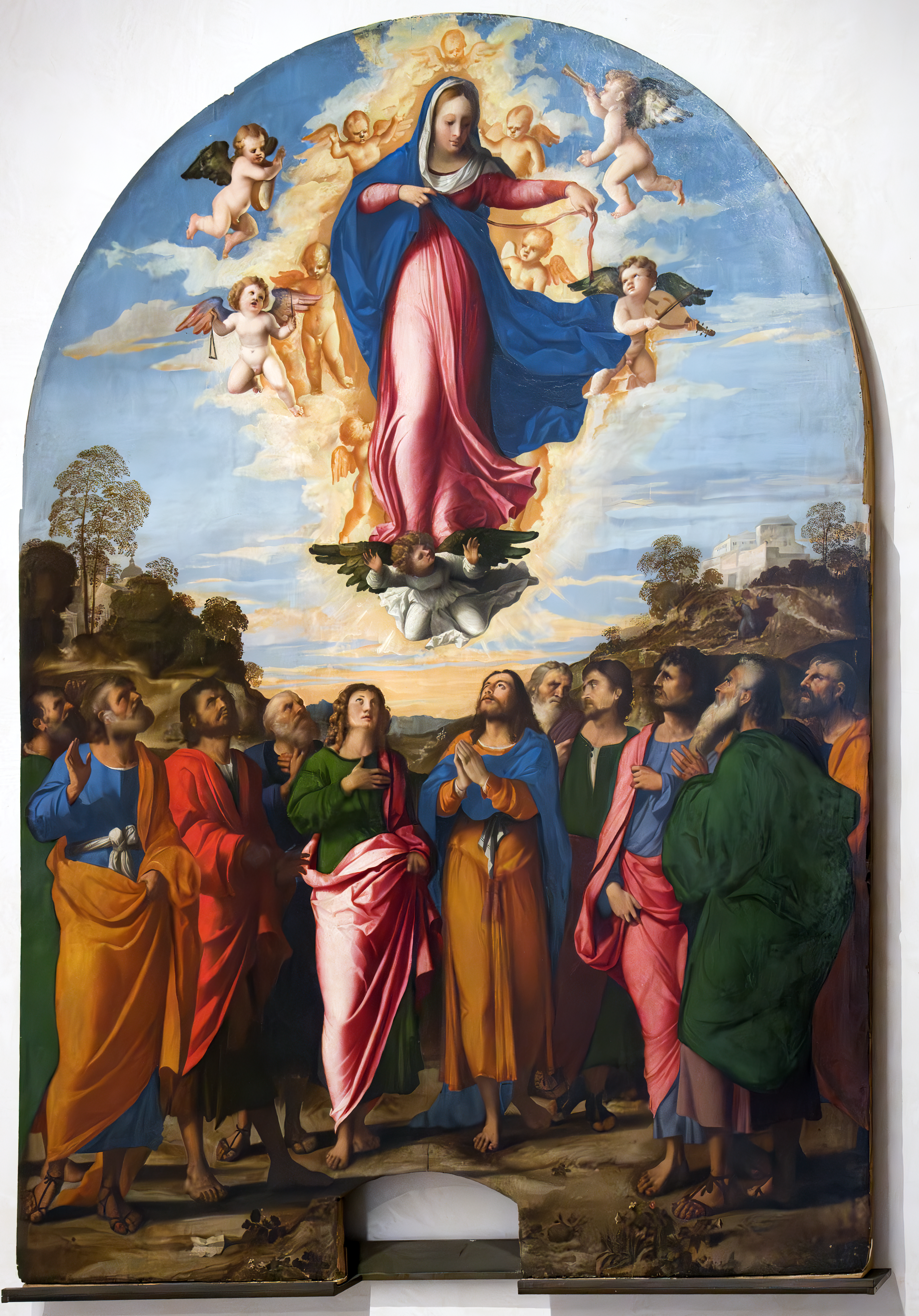
『聖母被昇天』1512年-1514年頃 アカデミア美術館所蔵
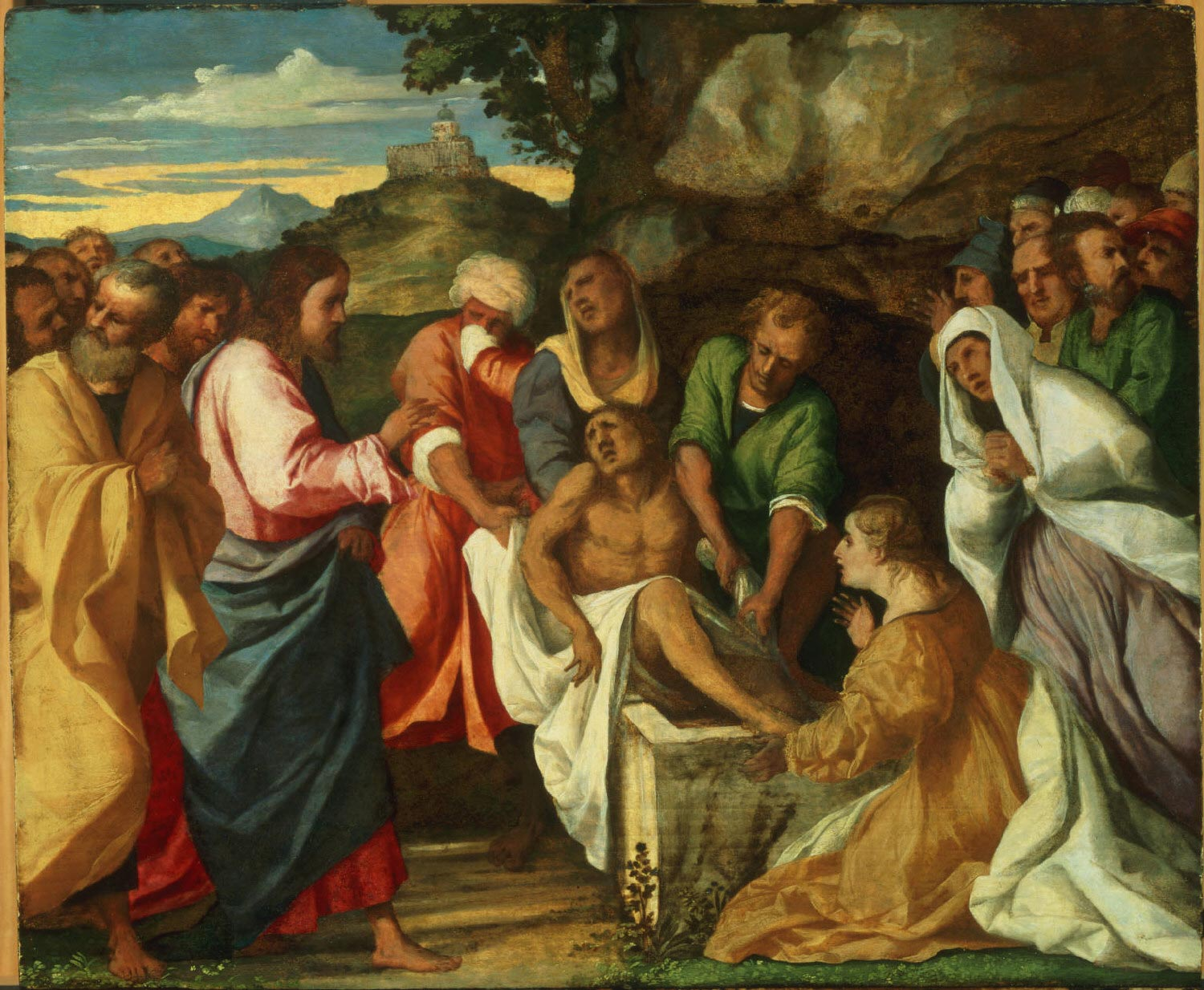
『ラザロの復活』1514年頃 フィラデルフィア美術館所蔵
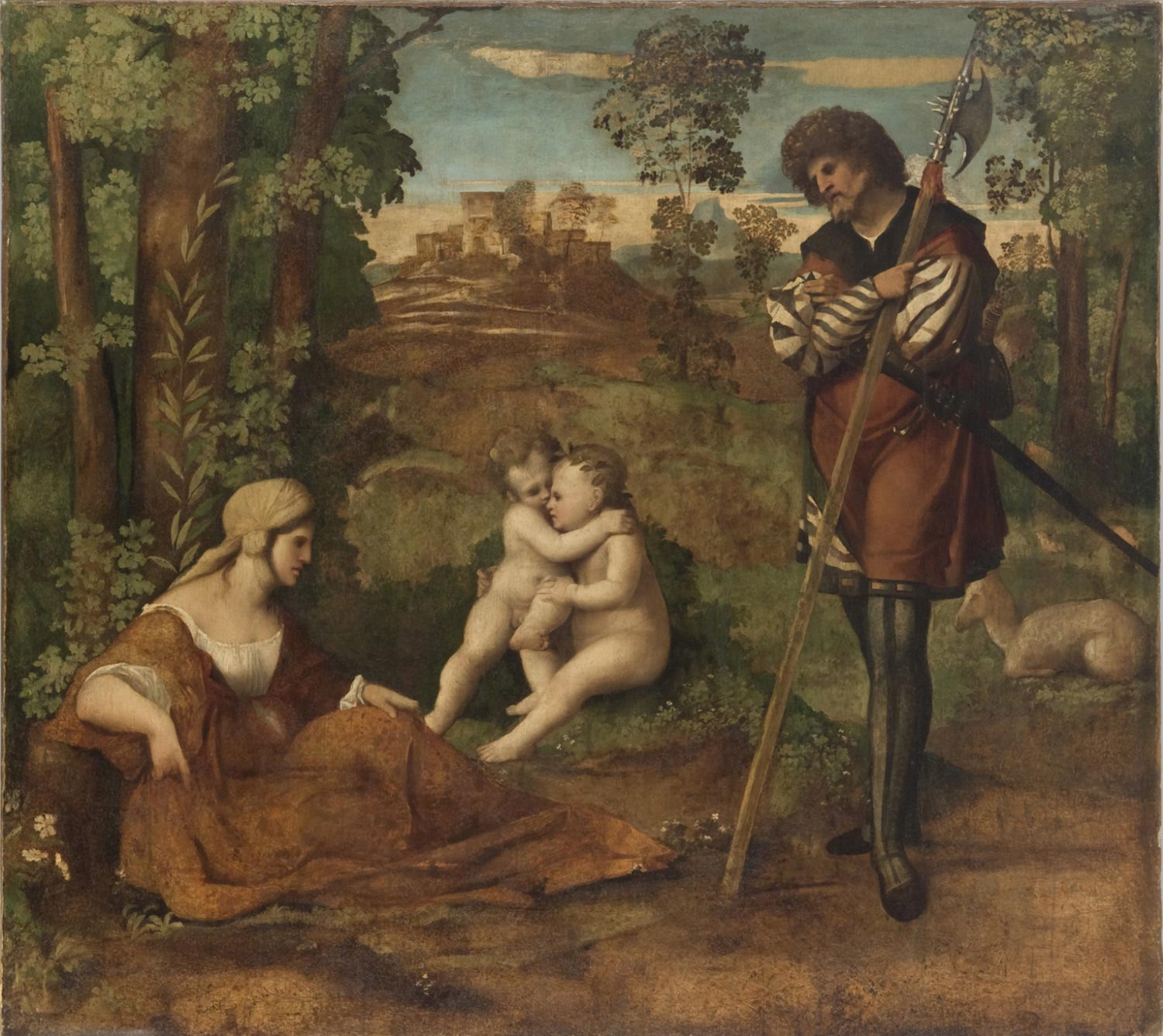
『寓意』1515年 フィラデルフィア美術館所蔵
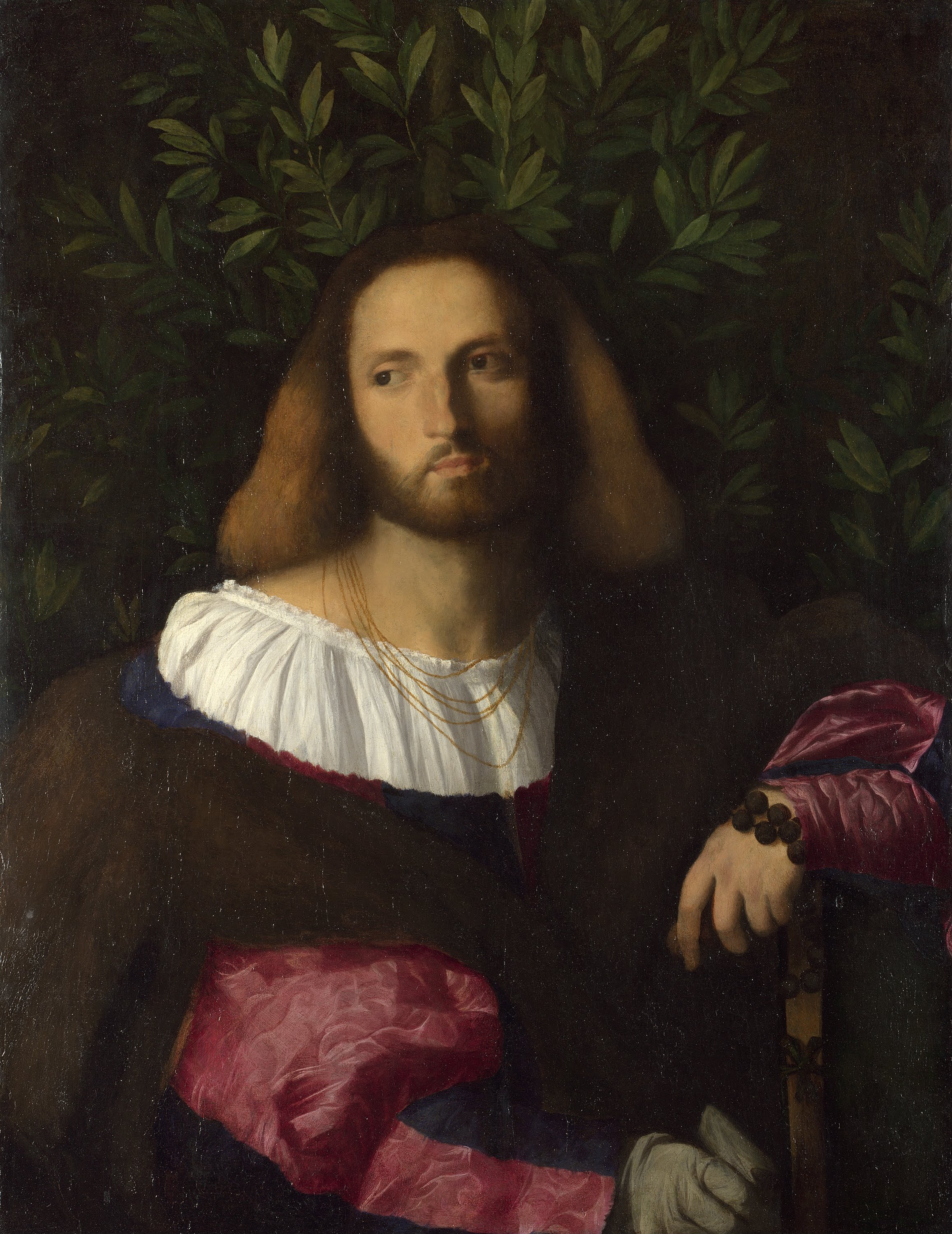
『詩人の肖像』1516年頃 ロンドン・ナショナル・ギャラリー所蔵
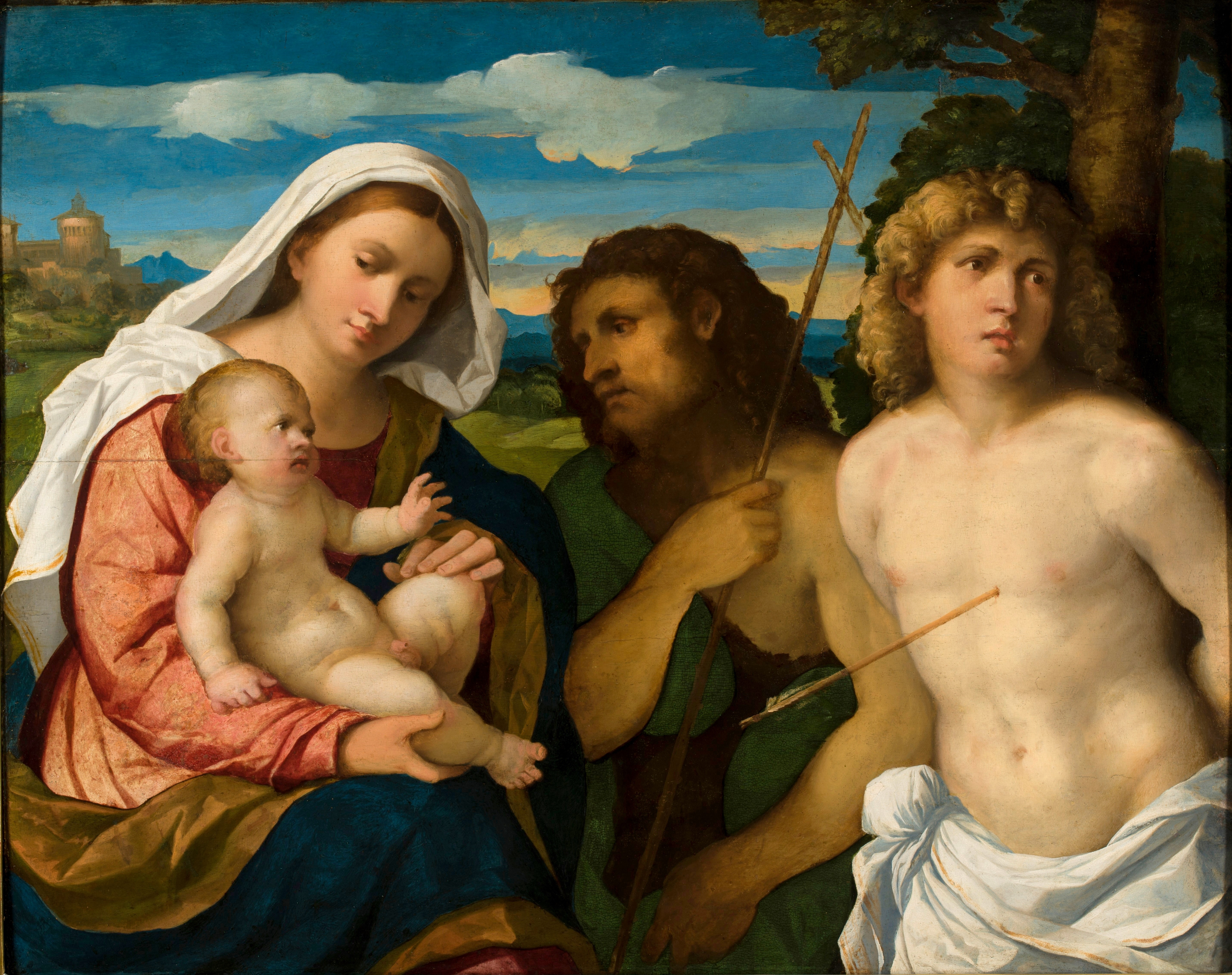
『聖会話』1516年–1518年頃 ポズナン国立美術館（英語版）所蔵
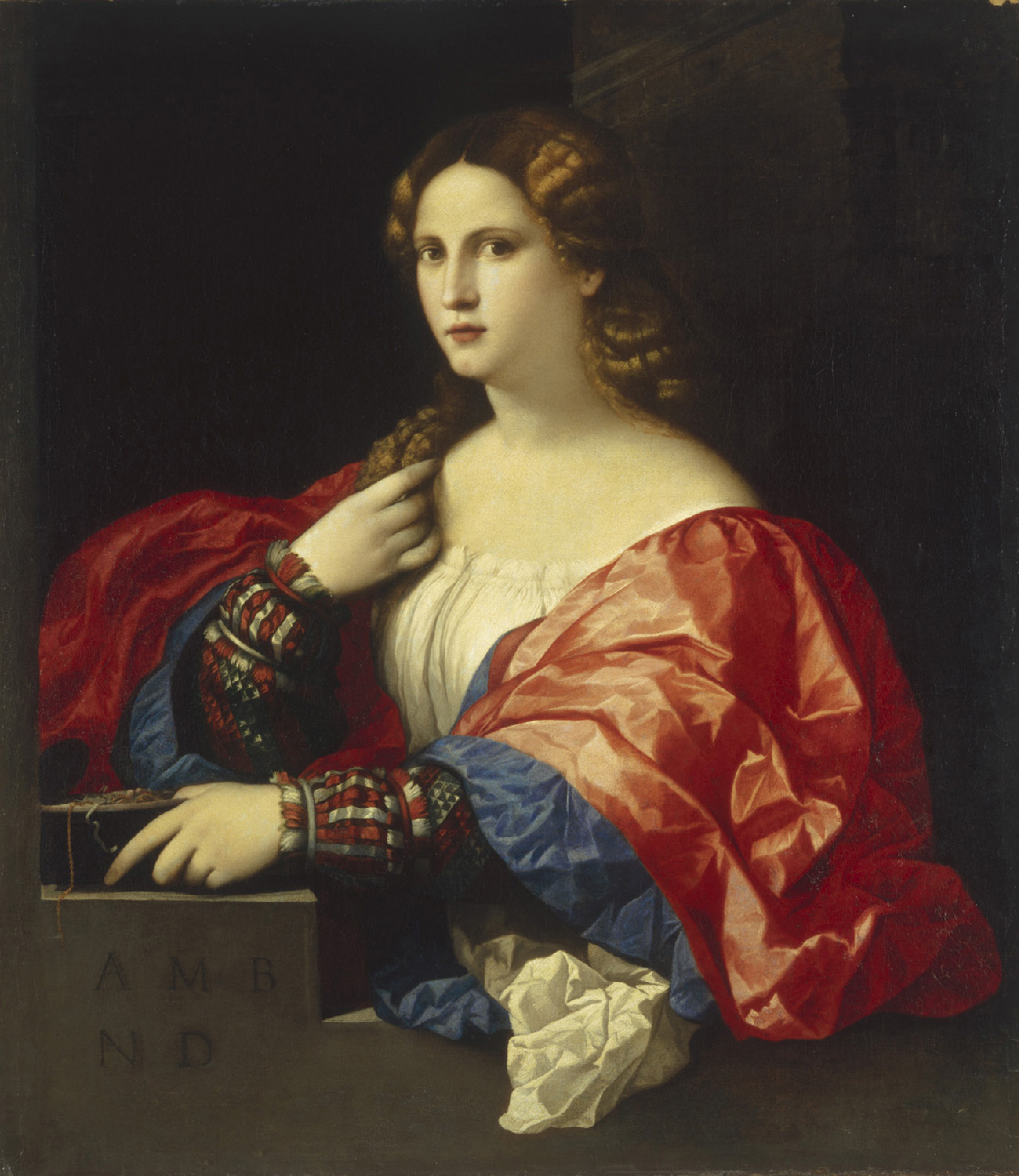
『ラ・ベッラ』1518年–1520年頃 ティッセン＝ボルネミッサ美術館所蔵
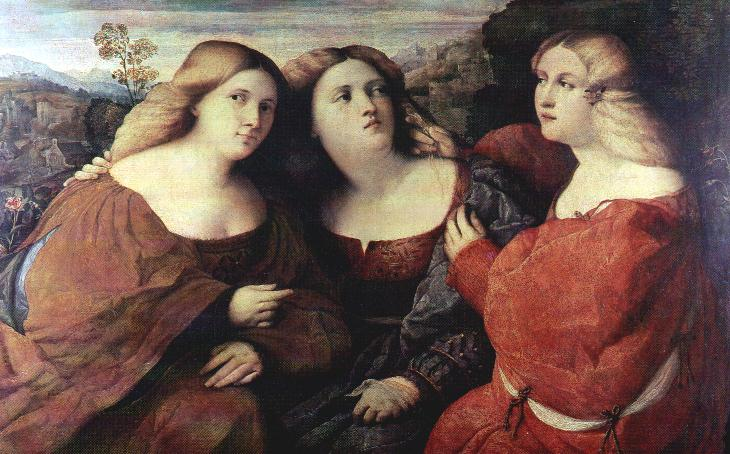
『三人姉妹』1520年頃 アルテ・マイスター絵画館所蔵
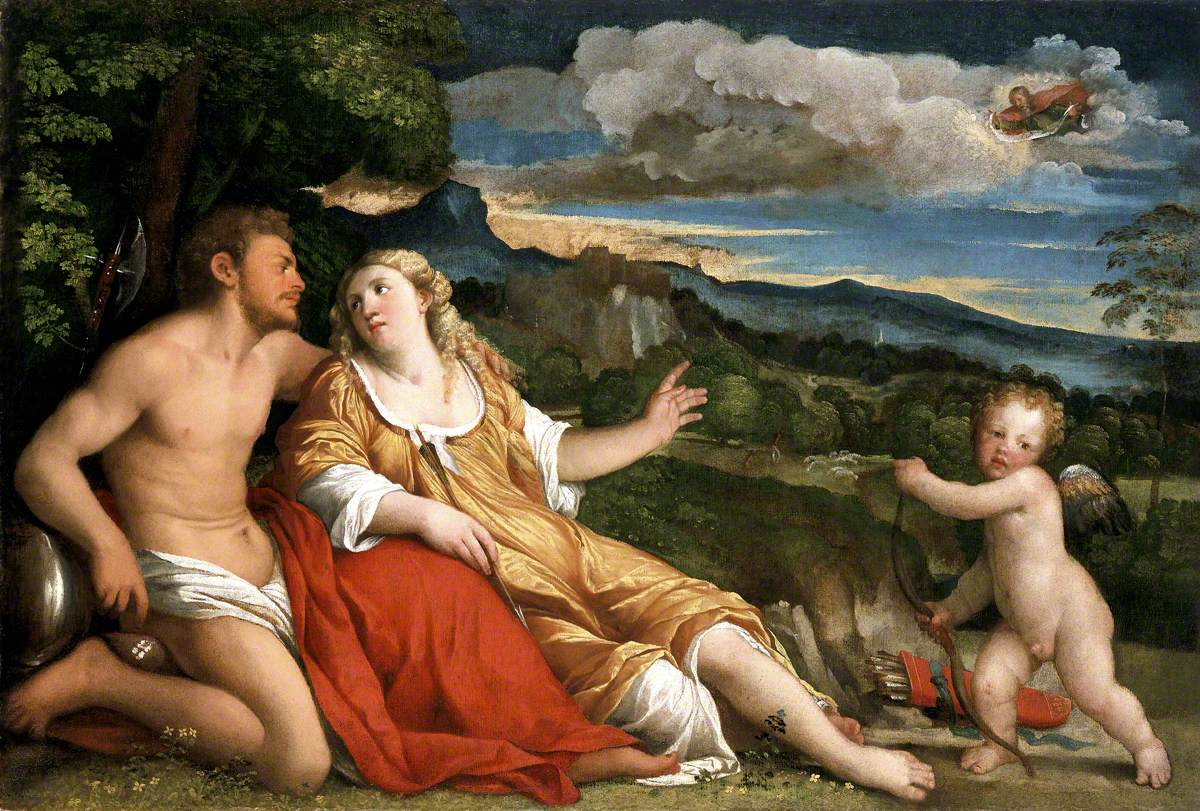
『マルスとヴィーナス、キューピッド』1520年頃 ウェールズ国立博物館（英語版）所蔵
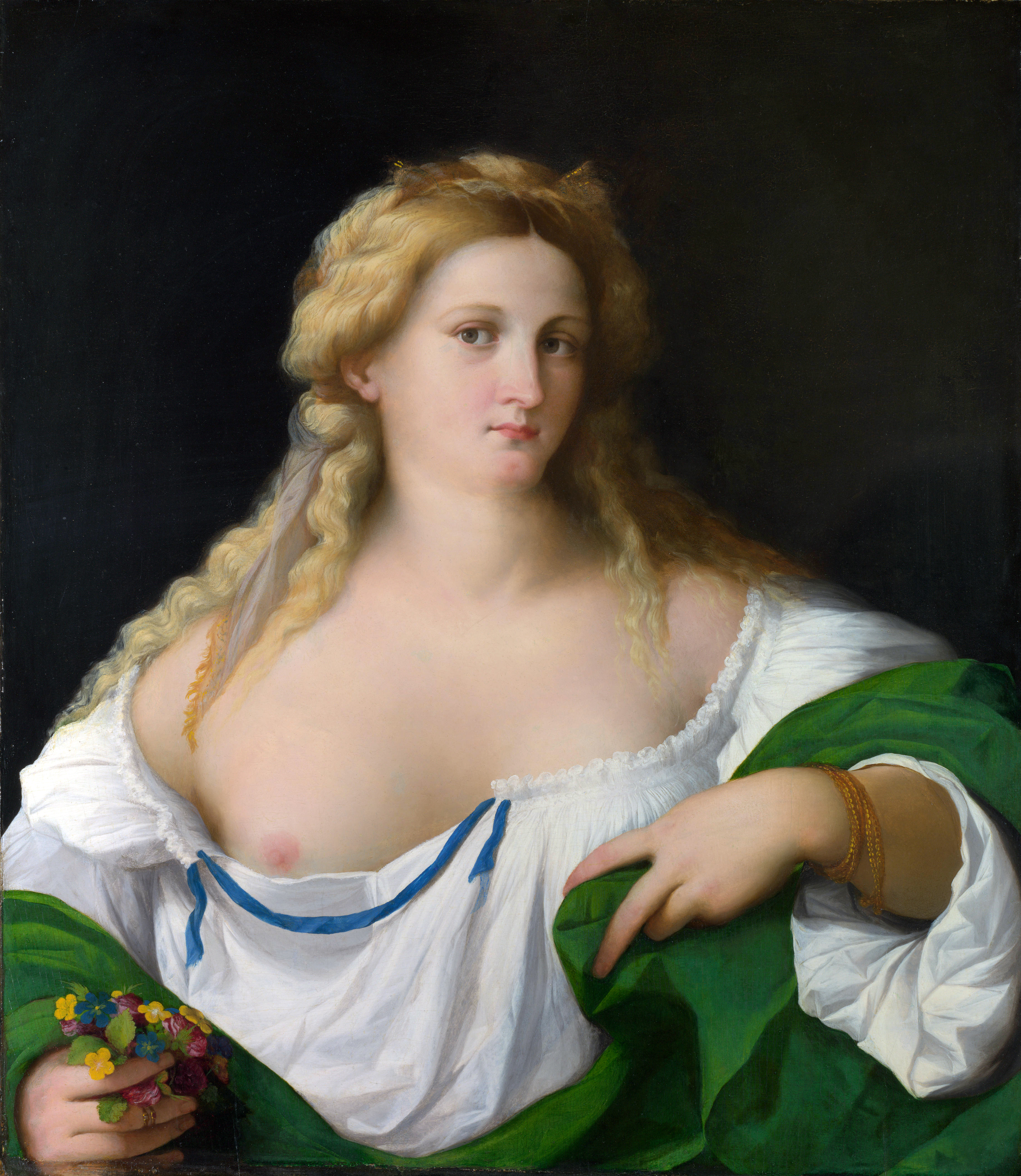
『ブロンドの女性』1520年頃 ロンドン・ナショナル・ギャラリー所蔵
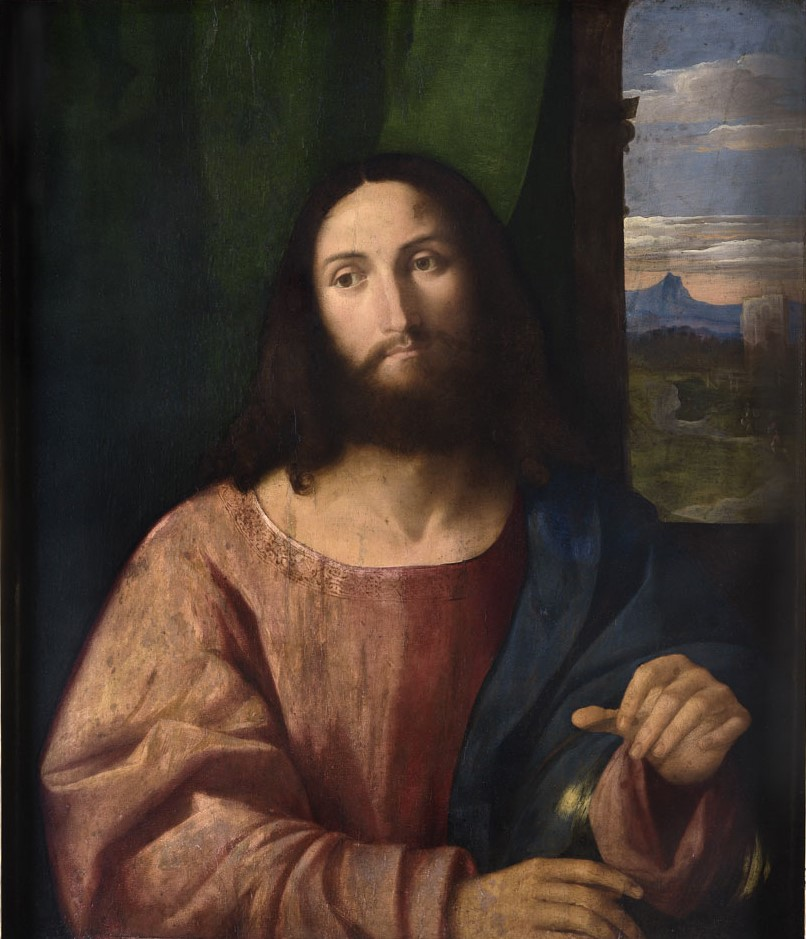
『サルヴァトール・ムンディ』1520年頃 ストラスブール美術館所蔵
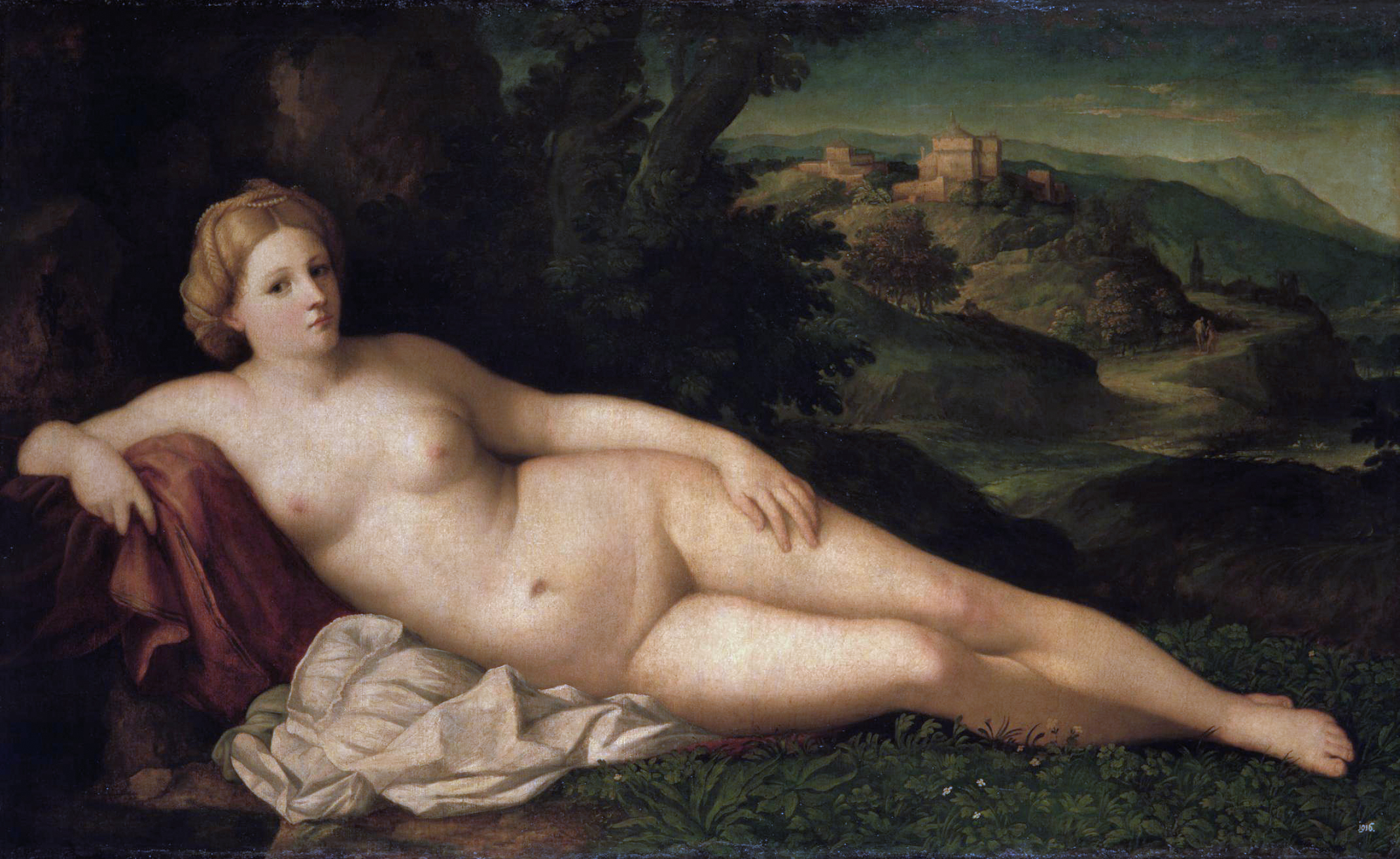
『風景の中のニンフ』1520年頃 ドレスデン美術館所蔵
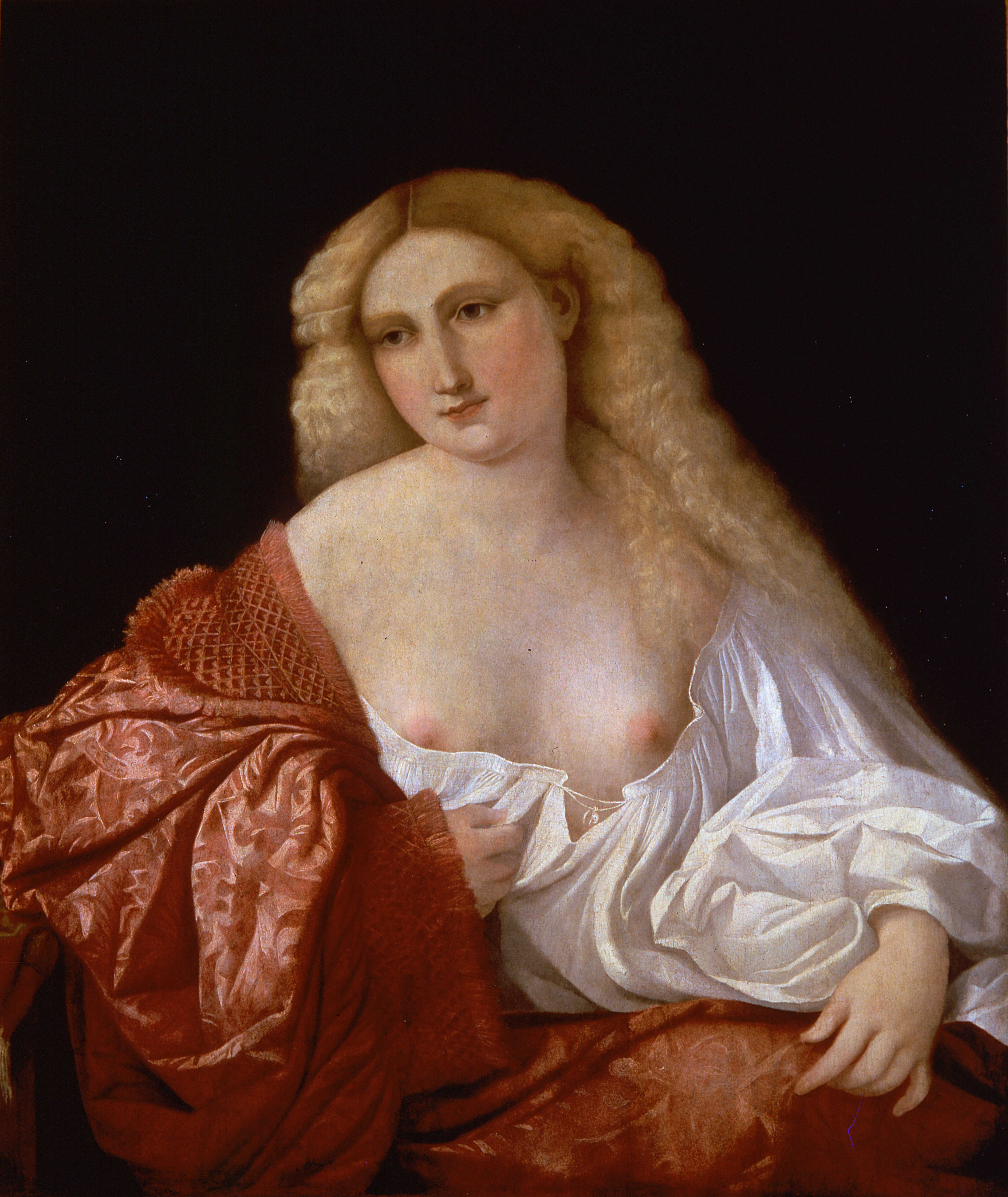
『クルチザンヌの肖像として知られる女の肖像』1520年 ポルディ・ペッツォーリ美術館所蔵
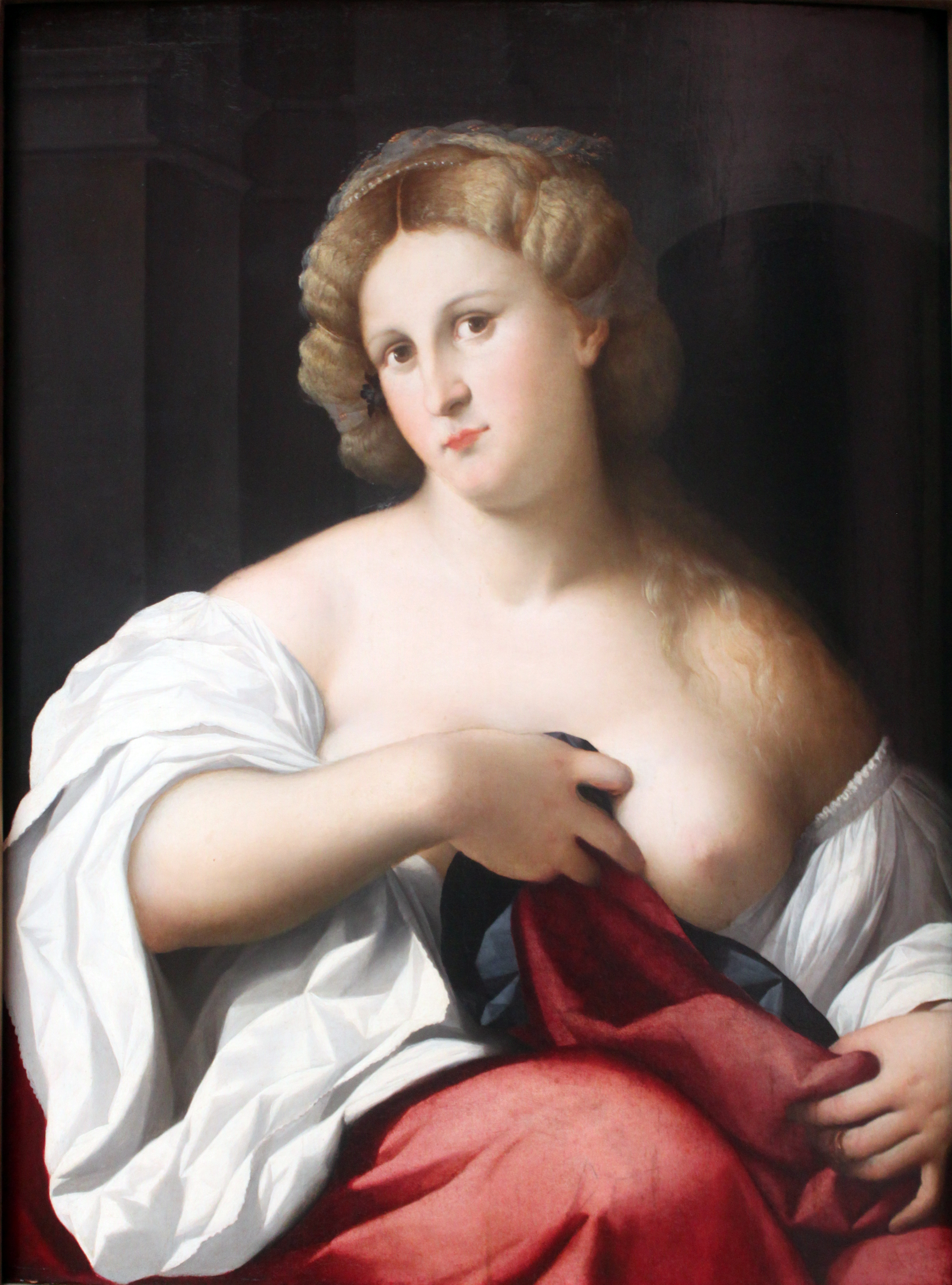
『はだけた胸の女性の肖像』1525年 ベルリン絵画館所蔵
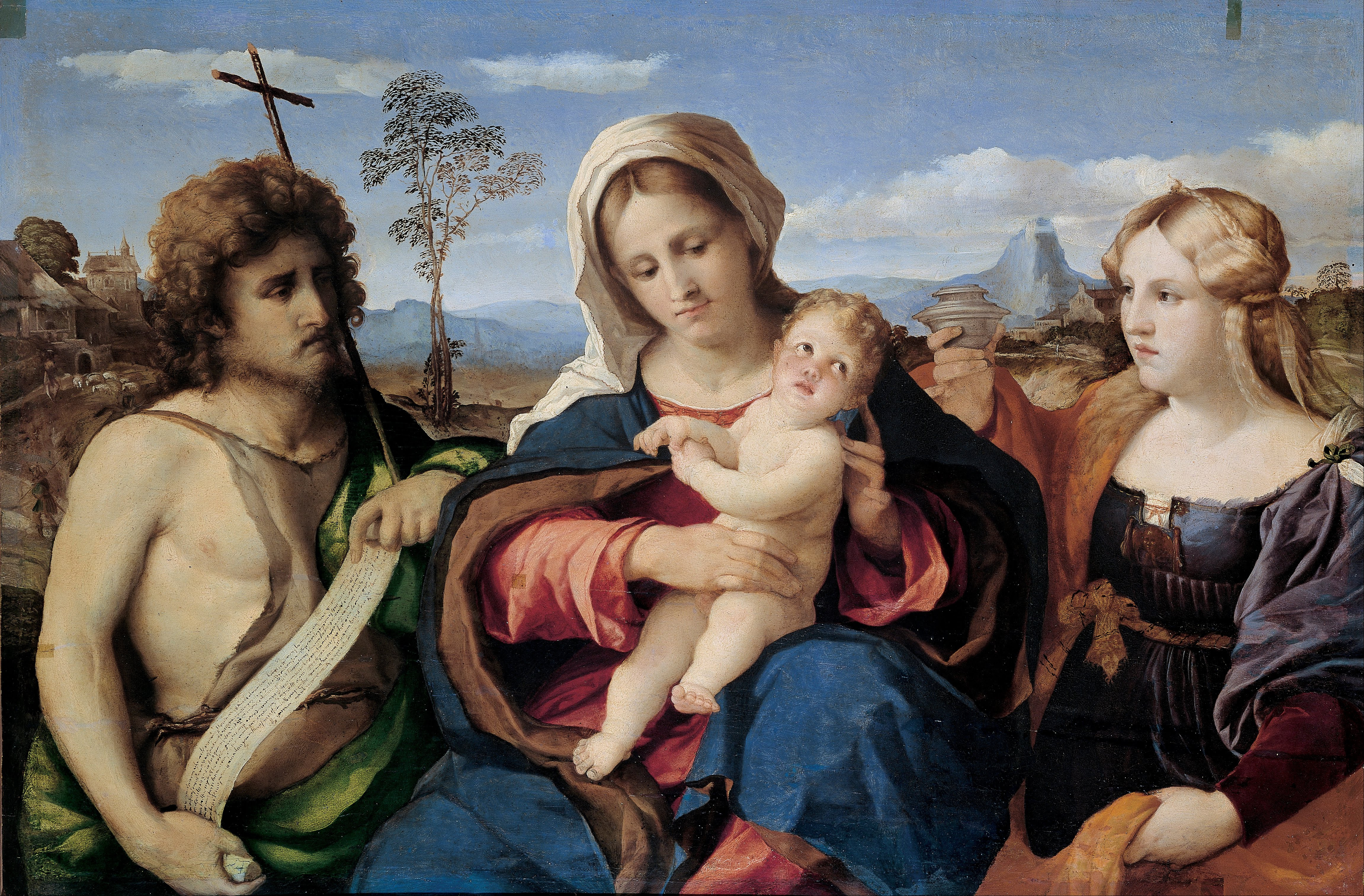
『聖母子と洗礼者聖ヨハネ、マグダラのマリア』1520年–1522年頃 ストラーダ・ヌオーヴァ美術館（英語版）所蔵
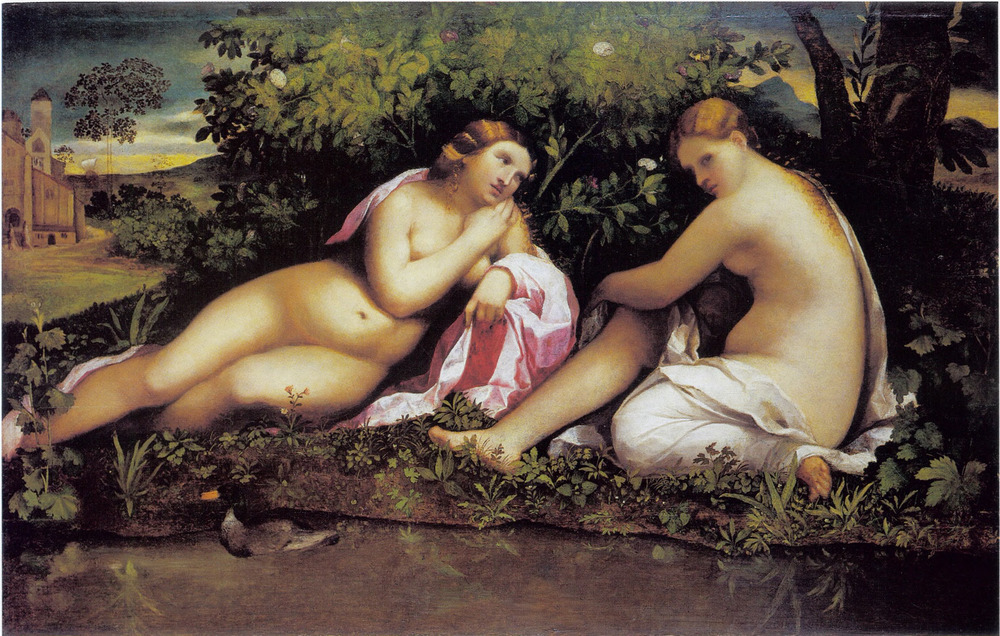
『ユピテルとカリスト』1520年-1530年 シュテーデル美術館所蔵
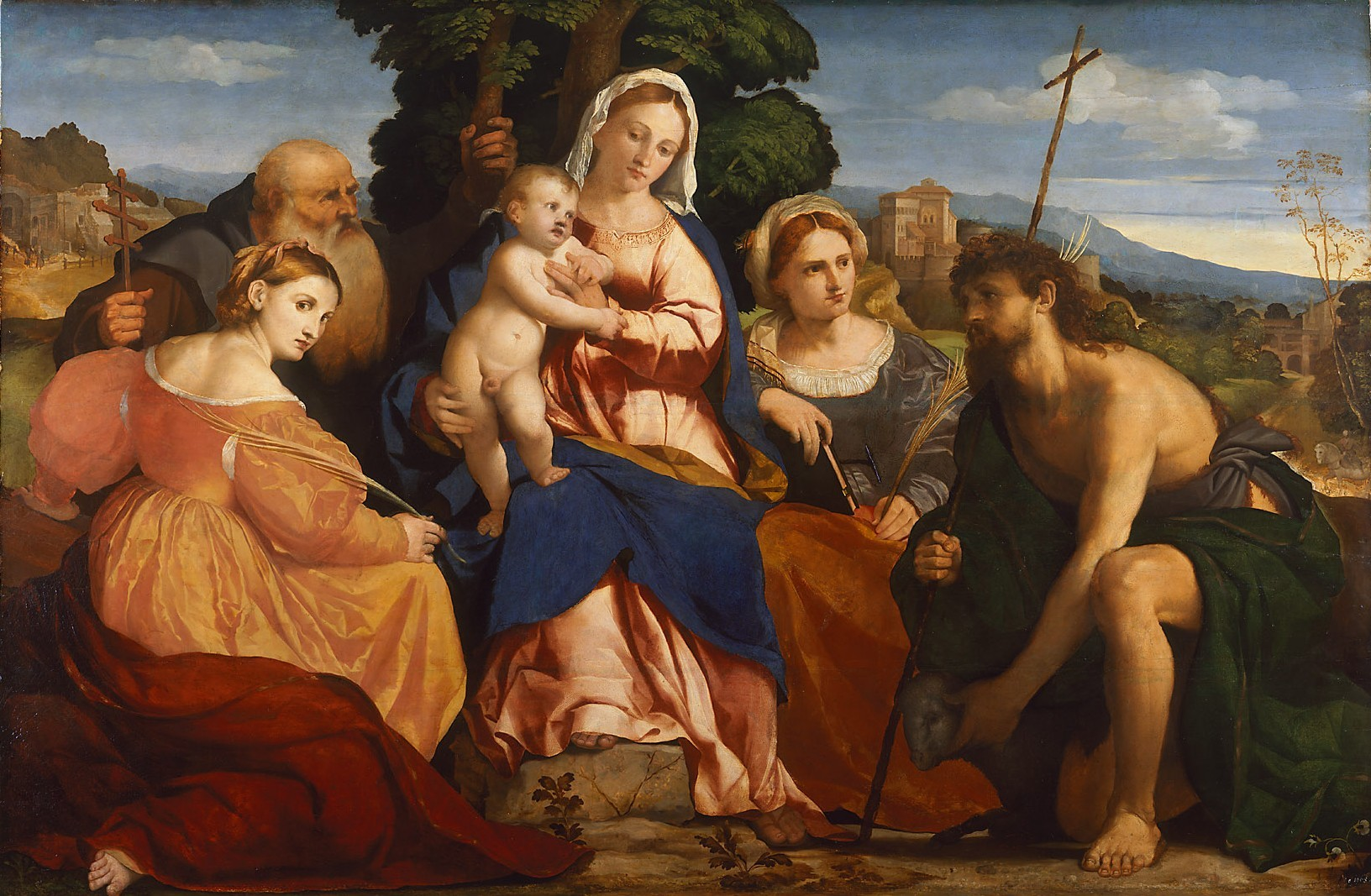
『聖会話』1522年 美術史美術館所蔵
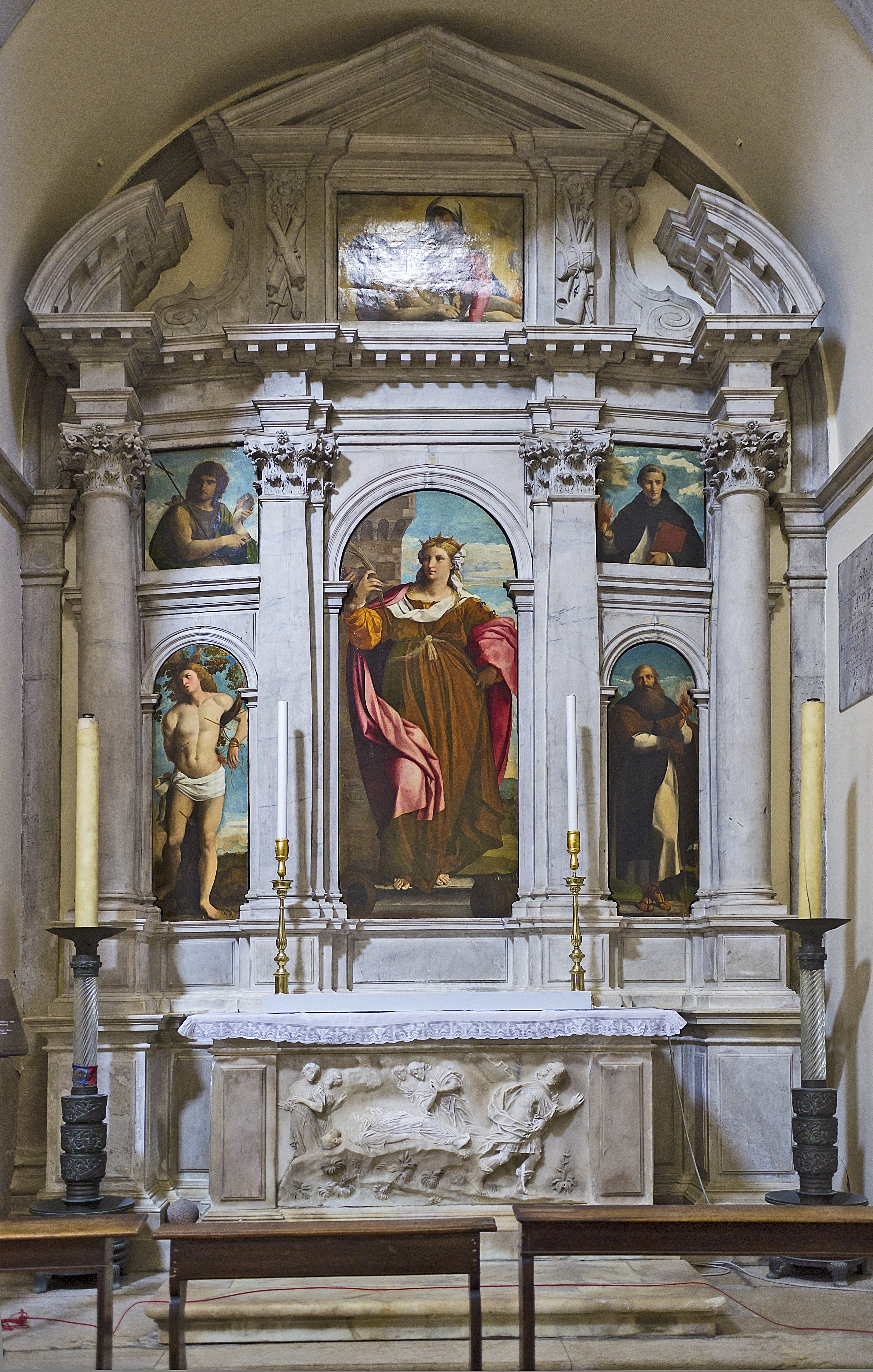
『聖バルバラの多翼祭壇画』1523年–1524年 サンタ・マリア・フォルモーサ教会（英語版）所蔵
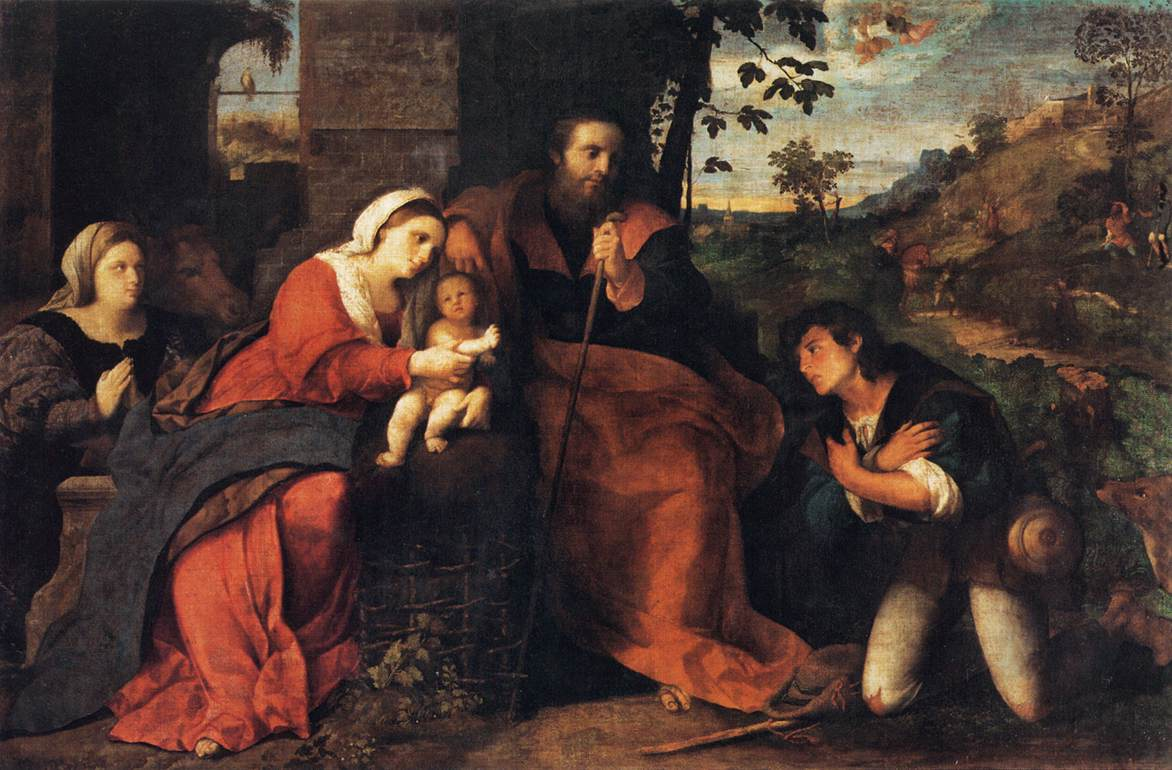
『羊飼いの礼拝と寄進者』1523年-1525年 ルーヴル美術館所蔵
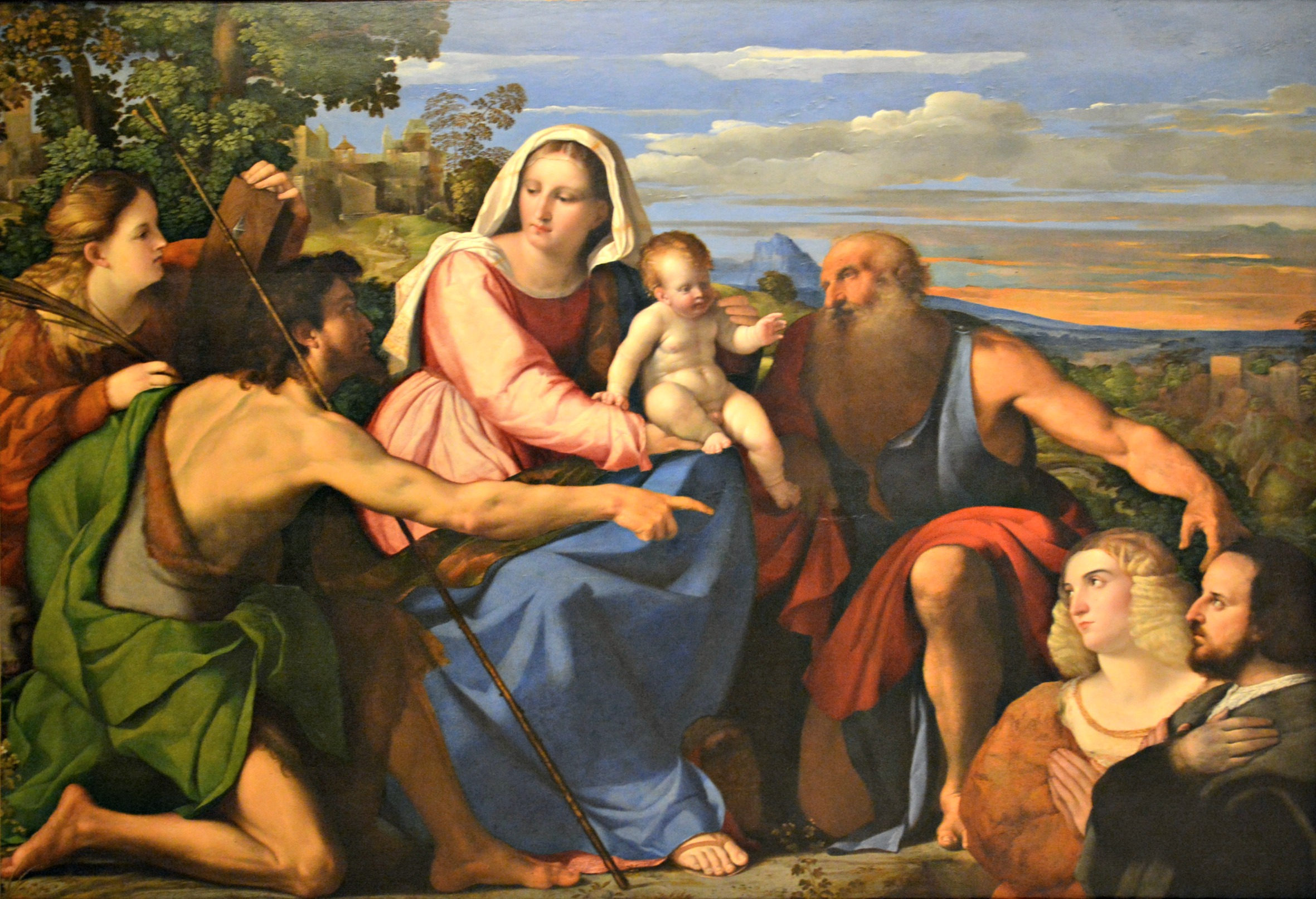
『聖会話と寄進者の肖像』カポディモンテ美術館所蔵
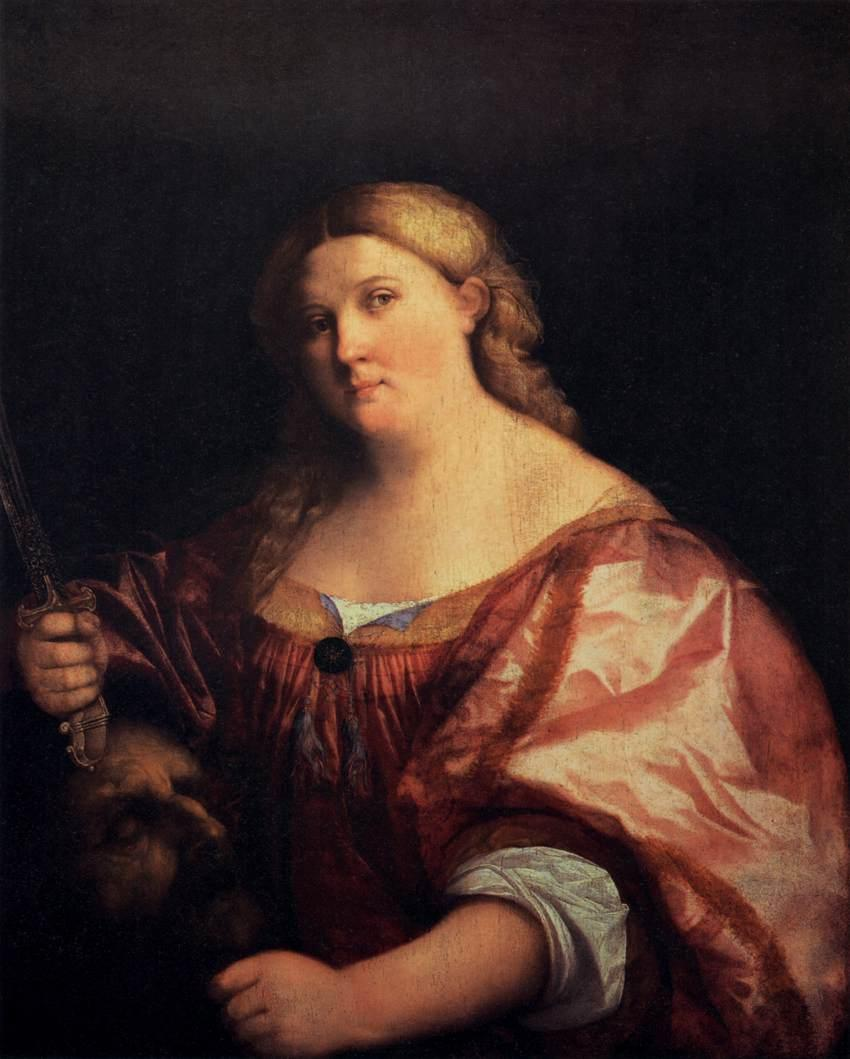
『ユディト』1525年-1528年頃 ウフィツィ美術館所蔵
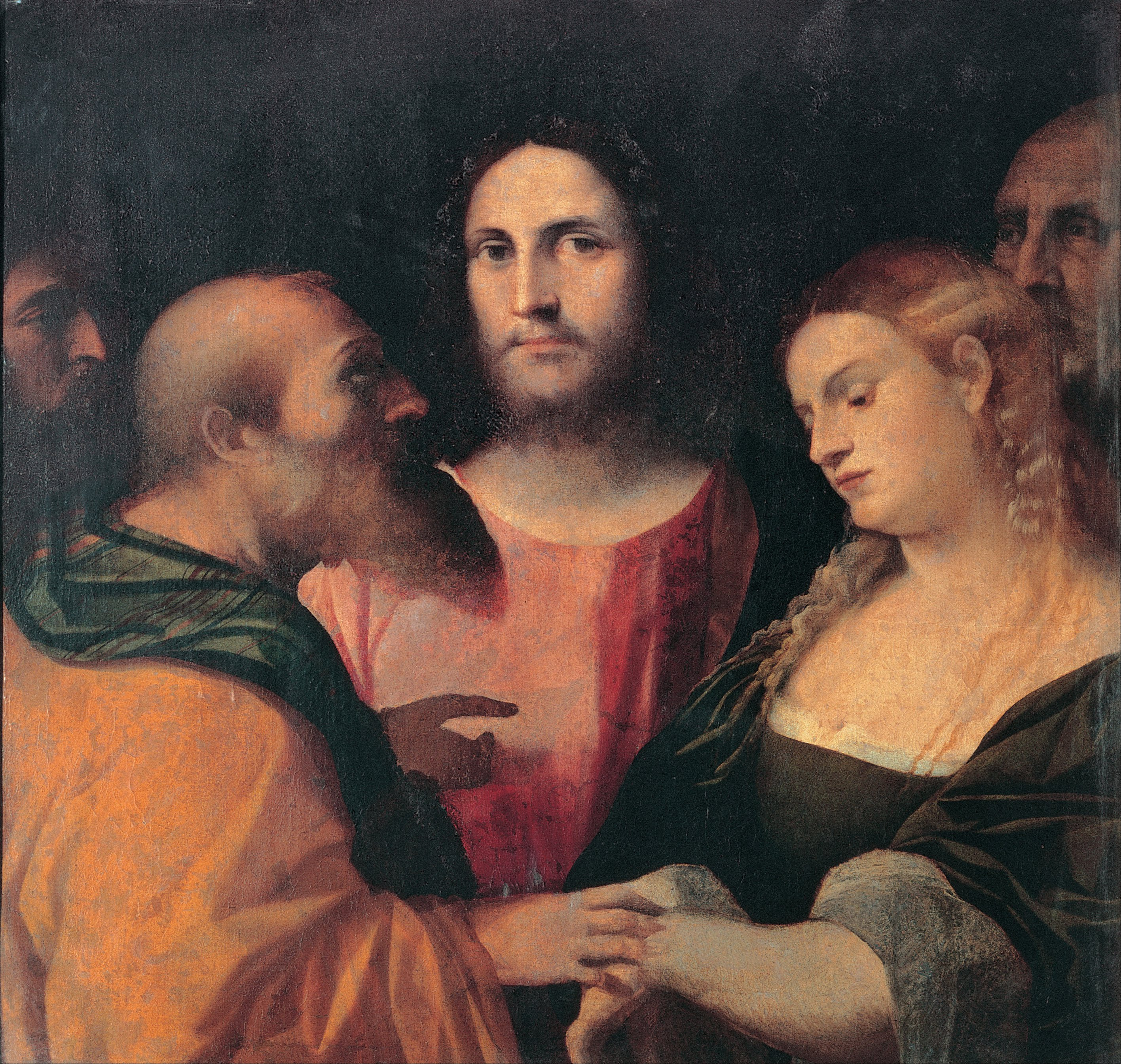
『姦淫の女』1525年–1528年頃 カピトリーノ美術館所蔵
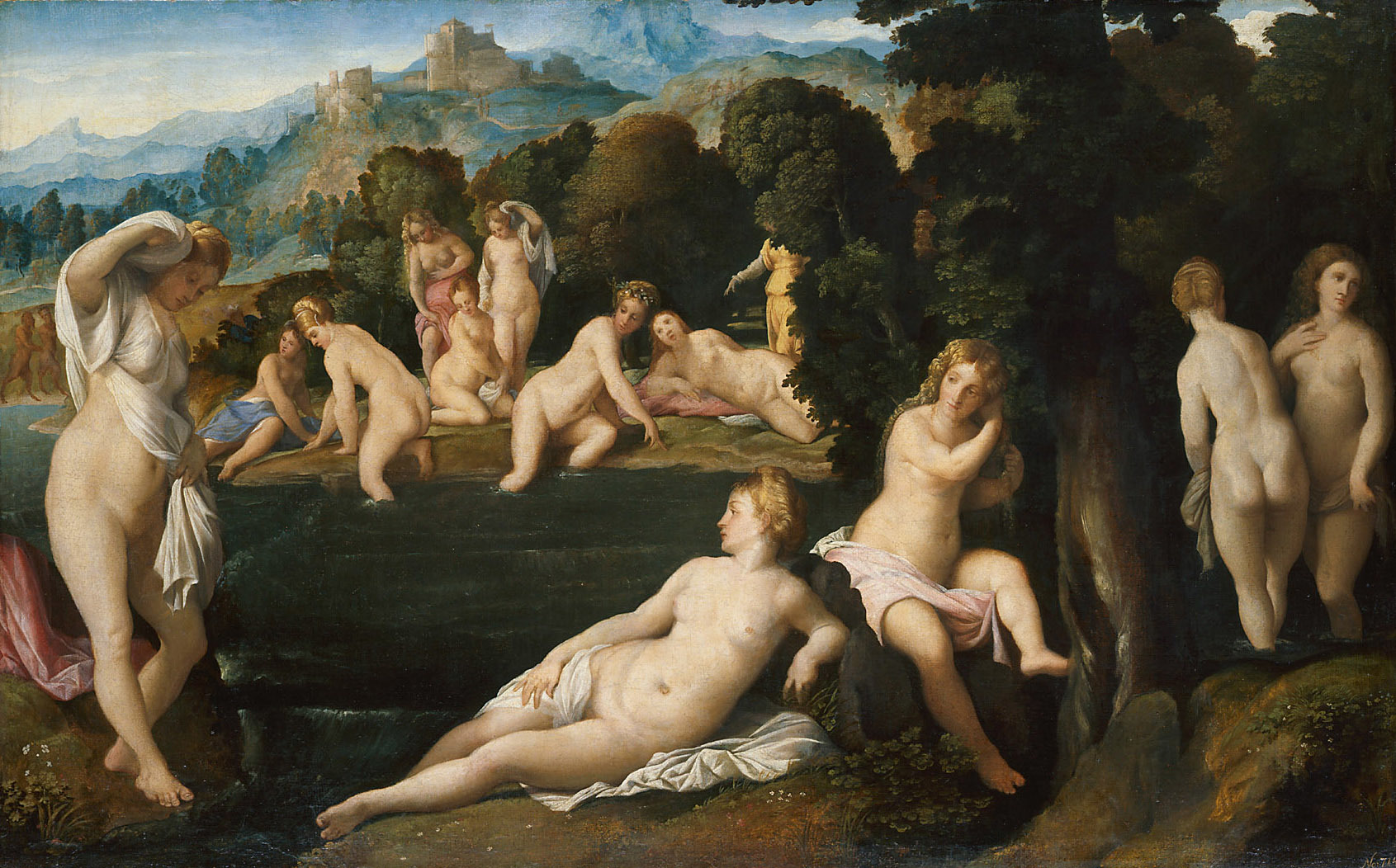
『水浴するニンフたち』1527年 美術史美術館所蔵